# Женская сборная ветеранов Польши по кёрлингу
Женская сборная ветеранов Польши по кёрлингу — национальная женская сборная команда, составленная из игроков возраста 50 лет и старше. Представляет Польшу на международных соревнованиях по кёрлингу. Управляющей организацией выступает Ассоциация кёрлинга Польши (пол. Polski Związek Piłki Curlingu, англ. Polish Curling Association). 

## Результаты выступлений

### Чемпионаты мира
| Год     | Место          | И              | В              | П              | Состав (скипы выделены шрифтом) | Состав (скипы выделены шрифтом) | Состав (скипы выделены шрифтом) | Состав (скипы выделены шрифтом) | Состав (скипы выделены шрифтом) | Состав (скипы выделены шрифтом) |                |
| Год     | Место          | И              | В              | П              | четвёртый                       | третий                          | второй                          | первый                          | запасной                        | тренер                          |                |
| ------- | -------------- | -------------- | -------------- | -------------- | ------------------------------- | ------------------------------- | ------------------------------- | ------------------------------- | ------------------------------- | ------------------------------- | -------------- |
| 2002—17 | не участвовали | не участвовали | не участвовали | не участвовали | не участвовали                  | не участвовали                  | не участвовали                  | не участвовали                  | не участвовали                  | не участвовали                  | не участвовали |
| 2018    | 16             | 7              | 0              | 7              | не стартовали                   |                                 |                                 |                                 |                                 |                                 |                |

(данные с сайта результатов и статистики ВФК: )